# Zoot Sims
Zoot Sims, właśc. John Haley Sims (ur. 29 października 1925 w Inglewood, zm. 23 marca 1985 w Nowym Jorku) – amerykański saksofonista jazzowy.
Występował m.in. z Bennym Goodmanem, Woodym Hermanem, Stanem Kentonem, Artiem Shawem, Buddym Richem i Alem Cohnem.

## Wybrana dyskografia
- Zoot Swings the Blues (1950)
- Quartetes (1951)
- Tenorly (1954)
- Zoot! (1956)
- Down Home (1960)
- Soprano Sax (1976)
- Warm Tenor (1979)
- Passion Flower (1980)
- On the Korner (1983)
- In a Sentimental Mood (1984)